# Naumburg (Hessen)

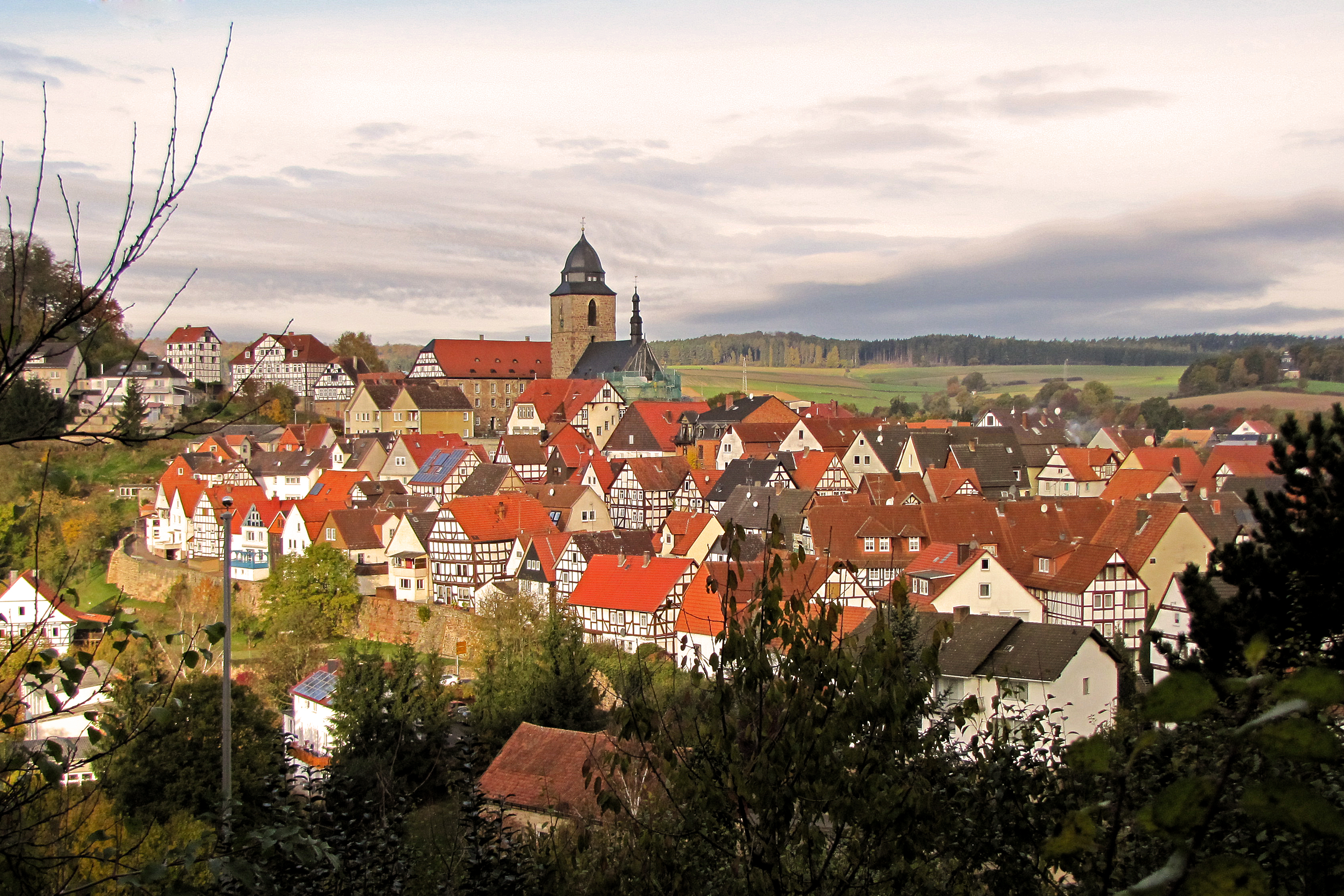
Historischer Ortskern von Naumburg (Hessen) mit etlichen Fachwerkhäusern

Naumburg ist eine Kleinstadt im nordhessischen Landkreis Kassel. Seit 1995 ist Naumburg staatlich anerkannter Kneippkurort.

## Geografie

### Geografische Lage
Naumburg befindet sich im Westteil des Naturparks Habichtswald östlich des Langen Walds und wird vom Eder-Zufluss Elbe durchflossen. Die höchste zu Naumburg gehörende Erhebung ist der südwestlich der Kernstadt (283 m ü. NN) im Naumburger Stadtwald (Teil des Langen Walds) befindliche Sandkopf (450,4 m ü. NN). Durch Naumburg führt ein Abschnitt der Ferienstraße Deutsche Fachwerkstraße.

### Nachbargemeinden
Naumburg grenzt im Norden an die Stadt Wolfhagen, im Osten an die Gemeinde Bad Emstal (beide im Landkreis Kassel), im Südosten an die Stadt Fritzlar (im Schwalm-Eder-Kreis), im Südwesten an die Gemeinde Edertal, sowie im Westen an die Stadt Waldeck (beide im Landkreis Waldeck-Frankenberg).

### Stadtgliederung
Die Stadt besteht aus der Kernstadt sowie den eingemeindeten Stadtteilen Altendorf, Altenstädt, Elbenberg (entstanden aus Elben und Elberberg), Heimarshausen.

## Geschichte

### Ortsgeschichte
Für das 2. Jahrtausend v. Chr. belegt die rituelle Nutzung des Riesensteins am Heiligenberg die frühe Besiedlung der Gegend.
Die älteste bekannte schriftliche Erwähnung von Naumburg erfolgte unter dem Namen Nuemburch im Jahr 1170. Die Burg Naumburg, Nuwenburc, obwohl erst 1182 in den Quellen genannt, wurde jedoch wahrscheinlich bereits zu Beginn des 12. Jahrhunderts von dem örtlichen Adelsgeschlecht derer von Naumburg erbaut, das wohl auf der nahen Weidelsburg saß. Im Jahre 1260 erhielt der Ort Stadtrechte. Schon sechs Jahre später, 1266, verkaufte der Edelfreie (vir nobilis) Wittekind von Naumburg, Domherr in Magdeburg und Kanoniker in Halberstadt, mit Einwilligung seiner Neffen, die Burg in Naumburg, die Weidelsburg und das den Naumburgern von den Landgrafen von Hessen verpfändete Gericht Elben („Hagebuche“) an Erzbischof Werner von Mainz. Abgesehen von einer langjährigen Verpfändung an die Grafen von Waldeck im 16. Jahrhundert blieb die kleine Ackerbürgerstadt bis 1802 im Besitz des Erzstifts Mainz. Dadurch wurde die Stadt nach der 1526 in der Landgrafschaft Hessen eingeführten Reformation zur katholischen Enklave im protestantischen Hessen. Auch die Gegend um das heutige Elbenberg und die alte Burg Elberberg waren bis ins 15. Jahrhundert kirchlicher Besitz; sie gehörten dem Stift St. Alban vor Mainz, das die Herren von Elben als Vögte in der Elber Mark einsetzte.
Im Jahre 1626 vernichtete ein Feuer die Burg, die seitdem Ruine blieb.
Als Folge des Reichsdeputationshauptschlusses von 1803 wurde Naumburg mit den anderen ehemaligen kurmainzischen Enklaven Fritzlar, Amöneburg und Neustadt zum Fürstentum Fritzlar vereinigt und der Landgrafschaft Hessen-Kassel unter dem zum Kurfürsten erhobenen Wilhelm I. von Hessen-Kassel einverleibt. In der Zeit des napoleonischen Königreichs Westphalen (1807–1813) war Naumburg Verwaltungssitz des Kantons Naumburg. Mit der Annexion des Kurfürstentums Hessen durch Preußen im Jahre 1866 wurde auch Naumburg preußisch.
Noch zu Beginn des 19. Jahrhunderts waren die meisten Einwohner in der Landwirtschaft beschäftigt. Im 20. Jahrhundert wurden das Volkswagen-Werk in Baunatal, kleine Gewerbebetriebe und Dienstleistungsunternehmen sowie die Tourismusbranche bevorzugte Arbeitgeber. Naumburg nimmt an mehreren Natur- und Umweltschutzprojekten der Region teil und wurde 1997 von der Bundesregierung mit dem Preis Umwelt und Fremdenverkehr ausgezeichnet.

### Hessische Gebietsreform
Im Zuge der Gebietsreform in Hessen wurde die bis dahin selbständigen Gemeinden Altendorf, Altenstädt, Elbenberg (Elben und Elberberg bestehend) und Heimarshausen zum 31. Dezember 1971 auf freiwilliger Basis nach Naumburg eingemeindet. Für alle nach Naumburg eingegliederten Gemeinden und die Kernstadt wurden Ortsbezirke mit Ortsbeirat und Ortsvorsteher nach der Hessischen Gemeindeordnung gebildet.

## Bevölkerung
Einwohnerstruktur 2011
Nach den Erhebungen des Zensus 2011 lebten am Stichtag, dem 9. Mai 2011, in Naumburg 5327 Einwohner. Nach dem Lebensalter waren 908 Einwohner unter 18 Jahren, 2197 zwischen 18 und 49, 1195 zwischen 50 und 64 und 1051 Einwohner waren älter. Unter den Einwohnern waren 91 (1,7 %) Ausländer, von denen 59 aus dem EU-Ausland, 13 aus anderen europäischen Ländern und 14 aus anderen Staaten kamen.  Die Einwohner lebten in 2273 Haushalten. Davon waren 676 Singlehaushalte, 623 Paare ohne Kinder und 751 Paare mit Kindern, sowie 188 Alleinerziehende und 38 Wohngemeinschaften. In 529 Haushalten lebten ausschließlich Senioren und in 3742 Haushaltungen lebten keine Senioren.
Einwohnerentwicklung
| Quelle: Historisches Ortslexikon |                        |
| • 1663:                          | 129 Haushalte          |
| • 1692:                          | 606 Einwohner, 6 Juden |

| Naumburg: Einwohnerzahlen von 1834 bis 2020 | Naumburg: Einwohnerzahlen von 1834 bis 2020 | Naumburg: Einwohnerzahlen von 1834 bis 2020 | Naumburg: Einwohnerzahlen von 1834 bis 2020 | Naumburg: Einwohnerzahlen von 1834 bis 2020 |
| --- | ------------------------------------------- | ------------------------------------------- | ------------------------------------------- | ------------------------------------------- |
| Jahr |                                             |                                             |                                             | Einwohner                                   |
| 1834 | 1834                                        |                                             | 1.678                                       | 1.678                                       |
| 1840 | 1840                                        |                                             | 1.719                                       | 1.719                                       |
| 1846 | 1846                                        |                                             | 1.771                                       | 1.771                                       |
| 1852 | 1852                                        |                                             | 1.774                                       | 1.774                                       |
| 1858 | 1858                                        |                                             | 1.661                                       | 1.661                                       |
| 1864 | 1864                                        |                                             | 1.621                                       | 1.621                                       |
| 1871 | 1871                                        |                                             | 1.432                                       | 1.432                                       |
| 1875 | 1875                                        |                                             | 1.321                                       | 1.321                                       |
| 1885 | 1885                                        |                                             | 1.329                                       | 1.329                                       |
| 1895 | 1895                                        |                                             | 1.314                                       | 1.314                                       |
| 1905 | 1905                                        |                                             | 1.376                                       | 1.376                                       |
| 1910 | 1910                                        |                                             | 1.401                                       | 1.401                                       |
| 1925 | 1925                                        |                                             | 1.468                                       | 1.468                                       |
| 1939 | 1939                                        |                                             | 1.457                                       | 1.457                                       |
| 1946 | 1946                                        |                                             | 2.470                                       | 2.470                                       |
| 1950 | 1950                                        |                                             | 2.482                                       | 2.482                                       |
| 1956 | 1956                                        |                                             | 2.197                                       | 2.197                                       |
| 1961 | 1961                                        |                                             | 2.259                                       | 2.259                                       |
| 1967 | 1967                                        |                                             | 2.348                                       | 2.348                                       |
| 1970 | 1970                                        |                                             | 2.375                                       | 2.375                                       |
| 1980 | 1980                                        |                                             | ?                                           | ?                                           |
| 1990 | 1990                                        |                                             | ?                                           | ?                                           |
| 2000 | 2000                                        |                                             | ?                                           | ?                                           |
| 2011 | 2011                                        |                                             | 5.327                                       | 5.327                                       |
| 2015 | 2015                                        |                                             | 5.108                                       | 5.108                                       |
| 2020 | 2020                                        |                                             | 5.003                                       | 5.003                                       |
| Datenquelle: Historisches Gemeindeverzeichnis für Hessen: Die Bevölkerung der Gemeinden 1834 bis 1967. Wiesbaden: Hessisches Statistisches Landesamt, 1968. Weitere Quellen: LAGIS; Statistische Berichte, Zensus 2011 Nach 1970 einschließlich der im Zuge der Gebietsreform in Hessen eingegliederten Orte. |                                             |                                             |                                             |                                             |

Historische Religionszugehörigkeit
| Quelle: Historisches Ortslexikon |                                                                                                 |
| • 1885:                          | 338 evangelische (= 25,43 %), 944 (= 71,03 %) katholische, 47 jüdische (= 3,54 %) Einwohner     |
| • 1961:                          | 812 evangelische (= 35,05 %), 1436 katholische (= 63,57 %) Einwohner                            |
| • 1987:                          | 3164 evangelische (= 62,94 %), 1596 katholische (= 31,75 %), 267 sonstige (= 5,31 %) Einwohner  |
| • 2011:                          | 3019 evangelische (= 56,76 %), 1342 katholische (= 25,19 %), 967 sonstige (= 18,15 %) Einwohner |

## Politik

### Stadtverordnetenversammlung
Die Kommunalwahl am 14. März 2021 lieferte folgendes Ergebnis, in Vergleich gesetzt zu früheren Kommunalwahlen:
| Stadtverordnetenversammlung – Kommunalwahlen 2021 | Stadtverordnetenversammlung – Kommunalwahlen 2021                       |
| --- | ----------------------------------------------------------------------- |
| Stimmenanteil in %Wahlbeteiligung 58,0 % 50403020100 41,837,916,24,0 CDUSPDFWGLinkeGewinne und Verlusteim Vergleich zu 2016 %p 2 0 −2 −4−1,0+0,4−0,1+0,7CDUSPDFWGLinke | SitzverteilungInsgesamt 31 Sitze - Linke: 1 - SPD: 12 - FW: 5 - CDU: 13 |

| Parteien und Wählergemeinschaften | Parteien und Wählergemeinschaften           | % 2021 | Sitze 2021 | % 2016 | Sitze 2016 | % 2011 | Sitze 2011 | % 2006 | Sitze 2006 | % 2001 | Sitze 2001 |
| --------------------------------- | ------------------------------------------- | ------ | ---------- | ------ | ---------- | ------ | ---------- | ------ | ---------- | ------ | ---------- |
| CDU                               | Christlich Demokratische Union Deutschlands | 41,8   | 13         | 42,8   | 13         | 41,7   | 13         | 42,6   | 13         | 44,5   | 14         |
| SPD                               | Sozialdemokratische Partei Deutschlands     | 37,9   | 12         | 37,5   | 12         | 41,3   | 13         | 40,6   | 13         | 44,3   | 14         |
| FWG                               | Freie Wählergemeinschaft                    | 16,2   | 5          | 16,3   | 5          | 12,7   | 4          | 16,8   | 5          | 11,1   | 3          |
| Linke                             | Die Linke                                   | 4,0    | 1          | 3,3    | 1          | 4,2    | 1          | —      | —          | —      | —          |
| Gesamt                            | Gesamt                                      | 100,0  | 31         | 100,0  | 31         | 100,0  | 31         | 100,0  | 31         | 100,0  | 31         |
| Wahlbeteiligung in %              | Wahlbeteiligung in %                        | 58,0   | 58,0       | 54,7   | 54,7       | 54,5   | 54,5       | 58,1   | 58,1       | 62,3   | 62,3       |

### Bürgermeister
Nach der hessischen Kommunalverfassung wird der Bürgermeister für eine sechsjährige Amtszeit gewählt, seit dem Jahr 1993 in einer Direktwahl, und ist Vorsitzender des Magistrats, dem in der Stadt Naumburg neben dem Bürgermeister ehrenamtlich ein Erster Stadtrat und sieben weitere Stadträte angehören. Bürgermeister ist seit dem 1. November 2007 der parteiunabhängig angetretene Stefan Hable. Er wurde als Nachfolger von Jürgen Matzath, der nach drei Amtszeiten nicht mehr kandidiert hatte, am 17. Juni 2007 im ersten Wahlgang bei 72,5 Prozent Wahlbeteiligung mit 54,3 Prozent der Stimmen gewählt. Es folgten zwei Wiederwahlen, jeweils ohne Gegenkandidaten, zuletzt im Mai 2019.
Amtszeiten der Bürgermeister
- 2007–2025 Stefan Hable[18]
- 1989–2007 Jürgen Matzath[19]
- 1965–1989 Ludwig Noe (1930–2023)[22]

### Ortsbeiräte
Stadt Naumburg
Für die Stadtteile Naumburg, Elbenberg, Altenstädt, Heimarshausen und Altendorf bestehen Ortsbezirke mit Ortsbeirat und Ortsvorsteher, nach Maßgabe der §§ 81 und 82 HGO und des Kommunalwahlgesetzes in der jeweils gültigen Fassung. Die Ortsbezirke sind wie folgt abgegrenzt:

Der Ortsbezirk Naumburg umfasst das Gebiet der ehemaligen Stadt Naumburg ohne das Flurstück Gemarkung Naumburg, Flur 4, Flurstück 1/3 (Vor der Herberge 1),

der Ortsbezirk Elbenberg umfasst das Gebiet der ehemaligen Gemeinde Elbenberg,

der Ortsbezirk Altenstädt umfasst das Gebiet der ehemaligen Gemeinde Altenstädt mit dem Flurstück Gemarkung Naumburg, Flur 4, Flurstück 1/3 (Vor der Herberge 1),

der Ortsbezirk Heimarshausen umfasst das Gebiet der ehemaligen Gemeinde Heimarshausen

und der Ortsbezirk Altendorf umfasst das Gebiet der ehemaligen Gemeinde Altendorf

Die Ortsbeiräte Werden im Rahmen der Kommunalwahlen gewählt. Der Ortsbeirat wählt eines seiner Mitglieder zum Ortsvorsteher bzw. zur Ortsvorsteherin.
Stadtteil Naumburg
Der Ortsbeirat für den Ortsbezirk Naumburg besteht aus neun Mitgliedern. Die Wahlbeteiligung zur Wahl des Ortsbeirats bei der Kommunalwahl 2021 61,03 %. Dabei wurden gewählt: zwei Mitglieder der SPD, fünf Mitglieder der CDU und zwei Mitglieder der „Freien Wählergemeinschaft“. Der Ortsbeirat wählte Peter Jacobi (CDU) zum Ortsvorsteher.

### Flagge
Die Flagge wurde der Stadt am 6. Juli 1987 durch das Hessische Ministerium des Innern genehmigt und wird wie folgt beschrieben:
„Auf einer von Blau und Weiß längs geteilten Flaggenbahn in der oberen Hälfte aufgelegt das Stadtwappen.“

### Städtepartnerschaften
Die Stadt Naumburg unterhält partnerschaftliche Beziehungen zu der Stadt Komárom in Ungarn seit 1992 und seit Oktober 2001 zu der italienischen Stadt San Mauro Pascoli.

## Verkehr
Naumburg ist seit 1904 Endpunkt der Bahnstrecke Kassel–Naumburg, welche seit 1972 von einer Museumseisenbahn befahren wird. Regulärer Personenverkehr (mit Straßenbahnfahrzeugen) findet nur auf dem Teilabschnitt bis Großenritte statt. Die Buslinie 153 fährt zwischen Baunatal-Großenritte und Schauenburg-Martinhagen an Naumburg vorbei.

## Kultur und Sehenswürdigkeiten

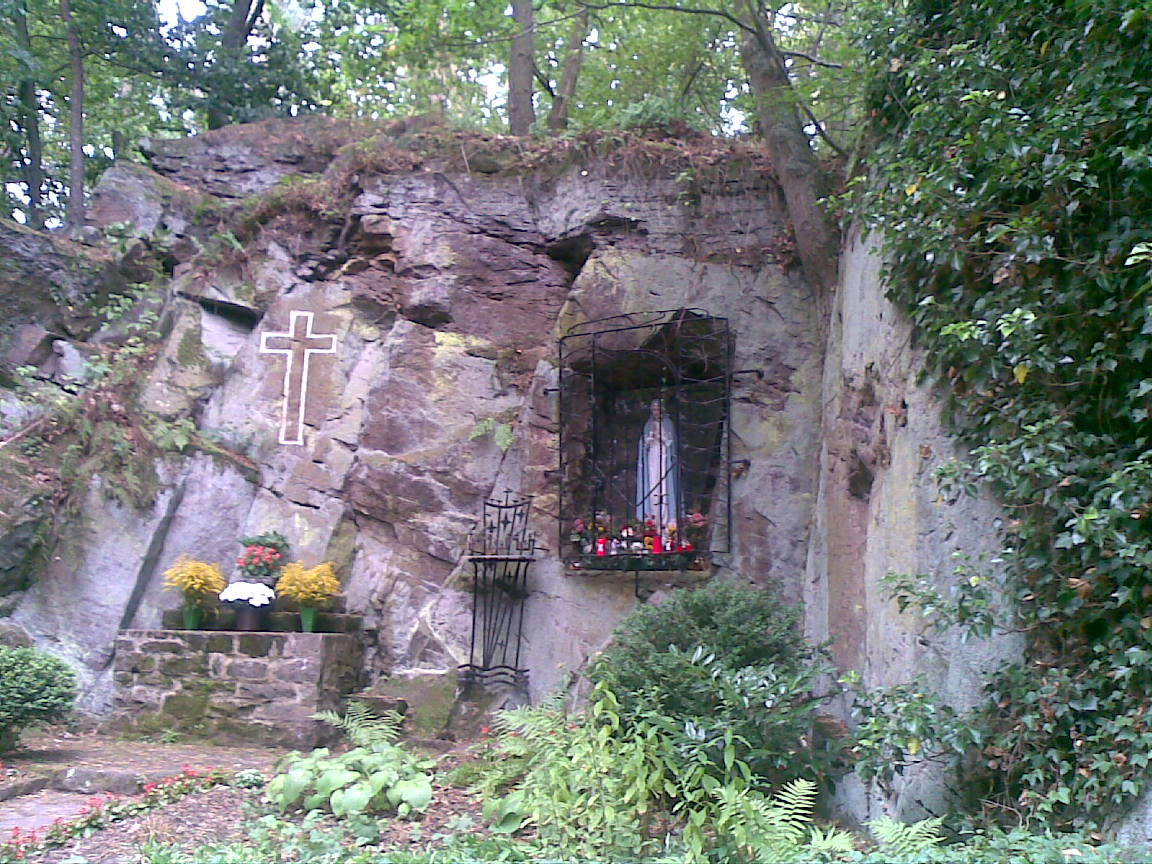
Die Fatimagrotte

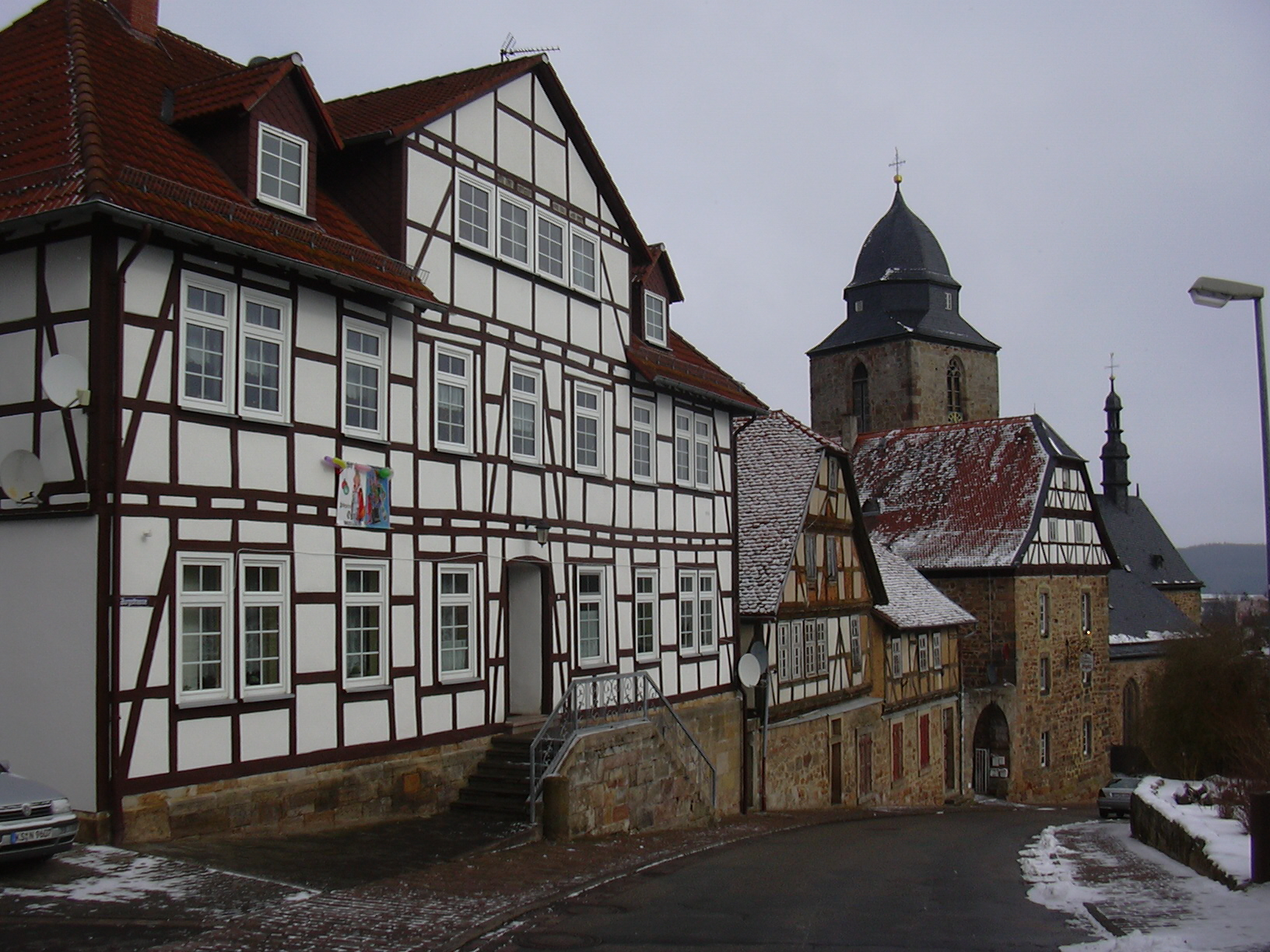
Straße in Naumburg mit Fachwerkhäusern und Stadtpfarrkirche St. Crescentius

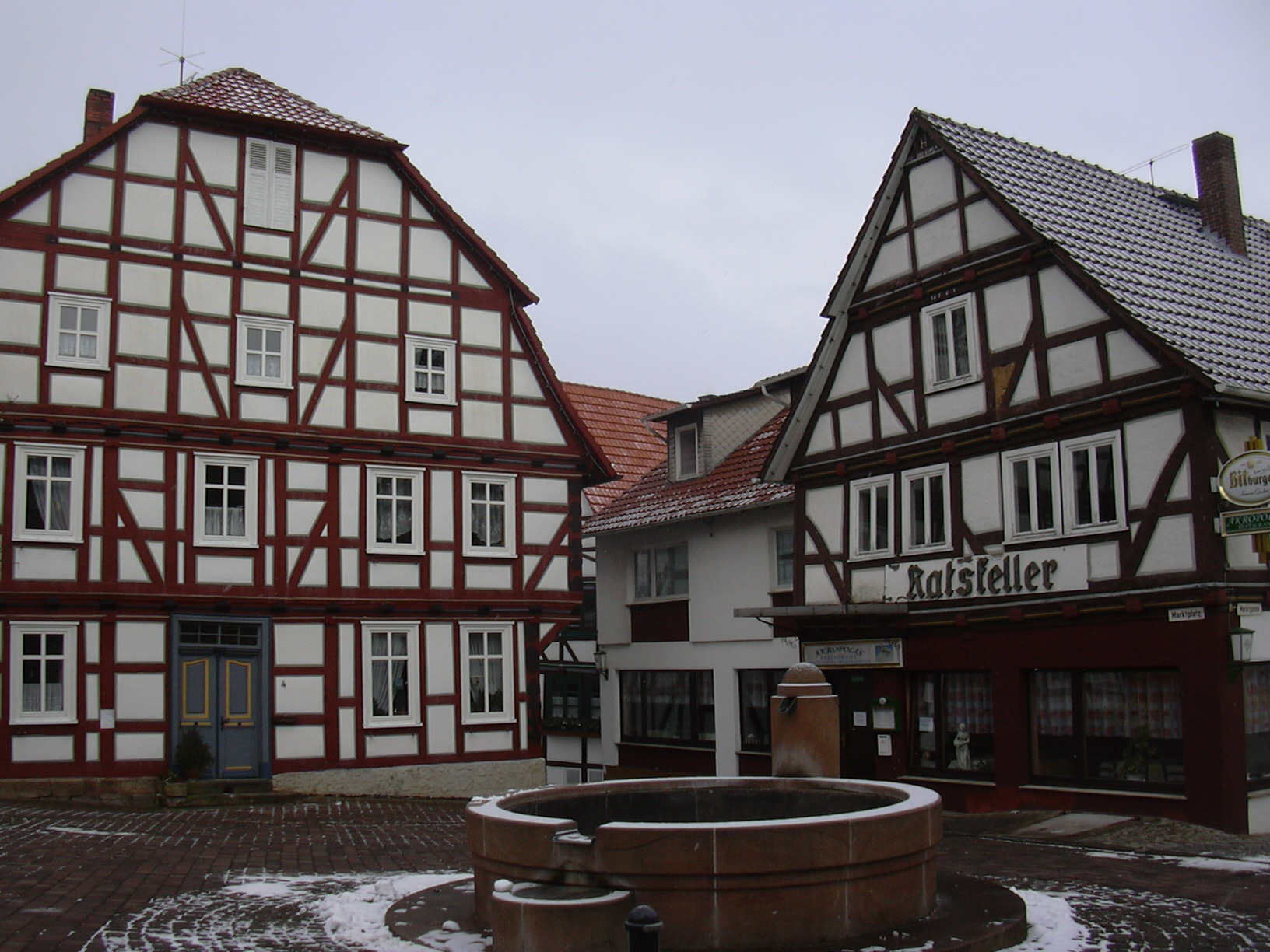
Marktplatz mit Ratskeller und Brunnen

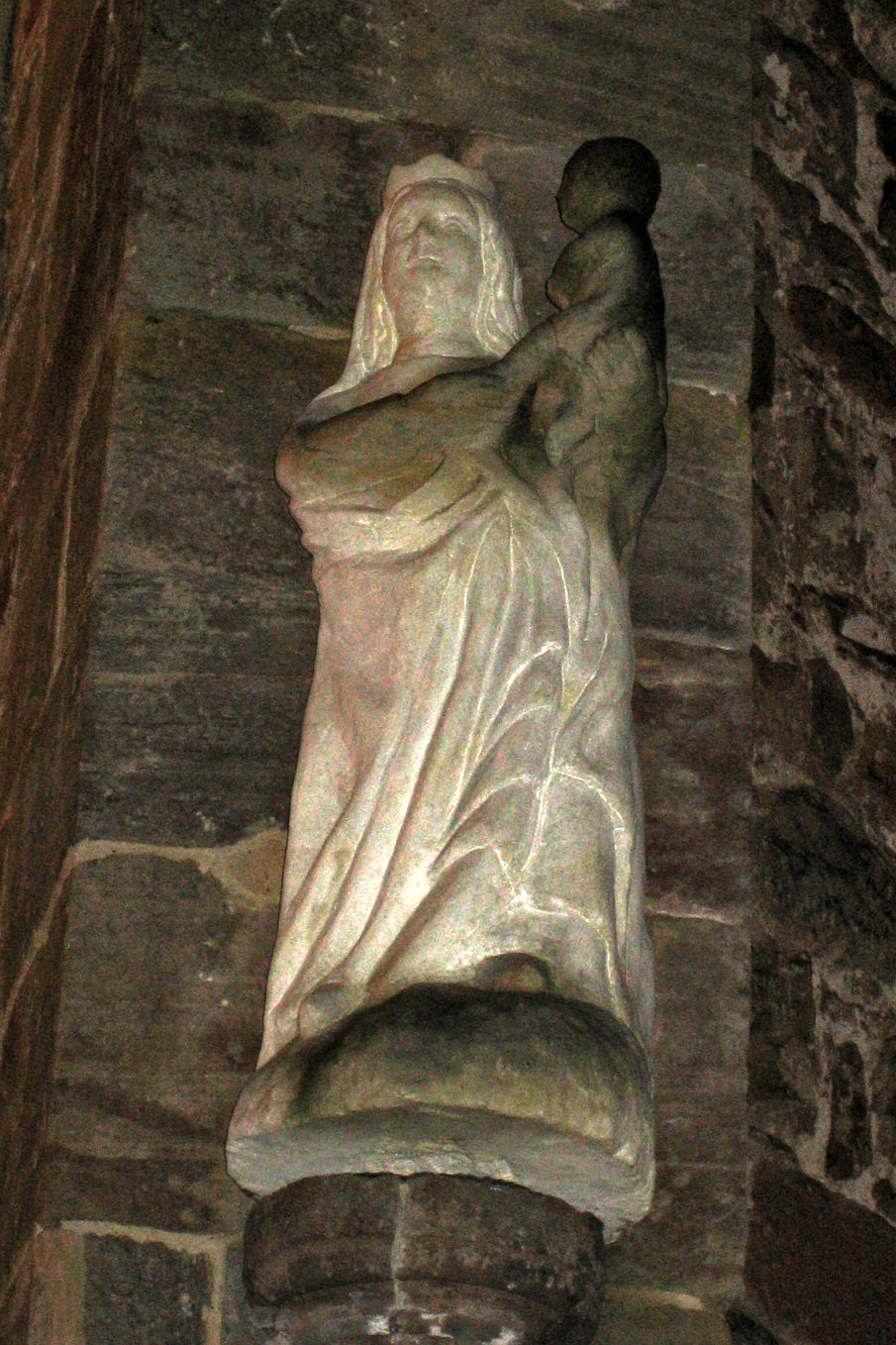
Naumburger Madonna

- Die Straßenzüge der historischen Altstadt weisen gut erhaltene Fachwerk-Ensembles des ausgehenden 17. Jahrhunderts auf.
- Die katholische Stadtpfarrkirche St. Crescentius ist eine dreischiffige gotische Basilika, die im 14. Jahrhundert begonnen wurde. Das Langhaus wurde um 1420/30 erweitert und der Westturm 1512 abgeschlossen. Nach dem großen Stadtbrand von 1684 musste der Bau in weiten Teilen erneuert werden. Eine gotische Sandstein-Madonnenstatue von etwa 1340, die Naumburger Madonna, die einst an der südlichen Fassade stand, befindet sich heute im Inneren der Kirche; eine Kopie steht an der ursprünglichen Stelle an der Fassade. Die übrige Ausstattung im neogotischen Stil stammt aus dem späten 19. Jahrhundert; die Chorschranken sowie die beiden äußeren Chorfenster datieren von 1897. Das 1991 erneuerte mittlere Chorfenster stellt in leuchtenden Farben Christus als Weltenrichter in der Mandorla dar.
- Die evangelische Kirche
- Museumseisenbahn: Der Bahnhof Naumburg (Bz Kassel) ist  einer von zwei Endbahnhöfen des Hessencourriers.
- Die Weingartenkapelle zu Naumburg
- Die Fatimagrotte
- Schloss Elberberg im Stadtteil Elbenberg (in Privatbesitz, nicht öffentlich zugänglich)
- Das Elberberger Türmchen, ein etwa 13 m hoher Aussichtsturm in Elbenberg
- Der Riesenstein auf dem Heiligenberg
- Die Altenstädter Warte zwischen Naumburg und Altenstädt, ein 4,8 m[27] hoher früherer Wachturm, der heute als Aussichtsturm genutzt wird[28]
- Kneipp-Kurgarten am Gemeinschaftshaus
- Wassertretanlage am Elbebach
- Froschkönig-Brunnen nach den Brüdern Grimm

## Persönlichkeiten
- Reinhard von Dalwigk (um 1400–1461), Amtmann und Burgmann
- Andreas Herber (um 1530–1614), Bildhauer, wirkte in Naumburg
- Rudolf Georg Walrab von Buttlar (1802–1875), Forstwirt, Erfinder und Politiker
- Julius Bien (1826–1909), deutsch-US-amerikanischer Lithograf
- Rudolf von Buttlar-Elberberg (1835–1905), Rittergutsbesitzer, Autor und Genealoge
- Ludwig Noe (1929/30–2023), Bürgermeister und Ehrenbürger
- Friedhelm Ludwig Müller (1939–2014), im Ortsteil Elben geborener Klassischer Philologe
- Bernhard Kramer (* 1942), Physiker und Hochschullehrer
- Joachim Jacobi (* 1950), Staatssekretär